# A Budapest Honvéd FC 2006–2007-es szezonja
A Budapest Honvéd FC 2006–2007-es szezonja szócikk a Budapest Honvéd FC első számú férfi labdarúgócsapatának egy szezonjáról szól, mely sorozatban a 3., összességében pedig a 96. idénye a csapatnak a magyar első osztályban. A klub fennállásának ekkor volt a 97. évfordulója.

## Mérkőzések
| Színmagyarázat | Színmagyarázat |
| -------------- | -------------- |
|                | Győzelem.      |
|                | Döntetlen.     |
|                | Vereség.       |

### Borsodi Liga 2006–07

#### Őszi fordulók
| 1. forduló 2006. július 29. 18:00 |

| Győri ETO                                                     | 2 – 0               | Budapest Honvéd                        |
| ------------------------------------------------------------- | ------------------- | -------------------------------------- |
| Müller 60' Bajzát 84' Kovács 32' Vincze 78' Tóth 79' Jäkl 90' | (0 – 0) Jegyzőkönyv | Dobos 39' Benjamin 50' Budovinszky 78' |

| Ménfői úti stadion, Győr Nézőszám: 2 000 Játékvezető: Bede Ferenc (magyar) |

| 2. forduló 2006. augusztus 5. 20:00 |

| Budapest Honvéd                                          | 2 – 2               | Kaposvári Rákóczi       |
| -------------------------------------------------------- | ------------------- | ----------------------- |
| Dobos 21' (11-esből) Disztl 72' Bila 11' Budovinszky 76' | (1 – 1) Jegyzőkönyv | Vasiljević 39' Grúz 80' |

| Béke téri stadion, Budapest Nézőszám: 1 000 Játékvezető: Megyebíró János (magyar) |

| 3. forduló 2006. augusztus 19. 19:00 |

| Budapest Honvéd                                                      | 1 – 1               | Újpest                  |
| -------------------------------------------------------------------- | ------------------- | ----------------------- |
| Dobos 54' (11-esből) Budovinszky 24' Pomper 43' Takács 83' Dancs 89′ | (0 – 1) Jegyzőkönyv | Erős 17' 51' Vermes 53' |

| Béke téri stadion, Budapest Nézőszám: 4 000 Játékvezető: Fábián Mihály (magyar) |

| 4. forduló 2006. augusztus 26. 19:00 |

| Dunakanyar-Vác | 3 – 1               | Budapest Honvéd                                              |
| --- | ------------------- | ------------------------------------------------------------ |
| Palásthy 39' (11-esből) 40' Kulcsár 57' Svintek 90' 19' Dudás 19' Sinkó 21' Kovács 38' Rusvay 74' Laskai 80' Farkas 88' | (1 – 1) Jegyzőkönyv | Dobos 19' (11-esből) Schindler 27' Baranyai 70' Benjamin 82' |

| Ligeti Stadion, Vác Nézőszám: 1 500 Játékvezető: Szilasi Szabolcs (magyar) |

| 5. forduló 2006. szeptember 10. 16:30 |

| Rákospalotai EAC                                                             | 3 – 4               | Budapest Honvéd                                                          |
| ---------------------------------------------------------------------------- | ------------------- | ------------------------------------------------------------------------ |
| Nyerges 70' 84' (11-esből) Makra 90+4' 40' Kapcsos 43' Horváth 45' Cseri 51' | (0 – 2) Jegyzőkönyv | Genito 18' Budovinszky 60' 85′ Hercegfalvi 67' 69' Koós 25' Benjamin 46' |

| Budai II László Stadion, Budapest Nézőszám: 1 000 Játékvezető: Bognár Tamás (magyar) |

| 6. forduló 2006. szeptember 15. 19:00 |

| Debreceni VSC                                    | 2 – 1               | Budapest Honvéd                                   |
| ------------------------------------------------ | ------------------- | ------------------------------------------------- |
| Brnović 24' 19' Sándor 26' Madar 83' Bernáth 90' | (2 – 0) Jegyzőkönyv | Dobos 74' Bila 10' Csobánki 20' Debreceni 6′, 37′ |

| Oláh Gábor utcai stadion, Debrecen Nézőszám: 6 500 Játékvezető: Fábián Mihály (magyar) |

| 7. forduló 2006. szeptember 25. 18:00 |

| Budapest Honvéd | 1 – 2               | Zalaegerszegi TE                      |
| --------------- | ------------------- | ------------------------------------- |
| Koós 10' 31'    | (1 – 0) Jegyzőkönyv | Francišković 82' Waltner 88' Máté 25' |

| Béke téri stadion, Budapest Nézőszám: 1 500 Játékvezető: Bede Ferenc (magyar) |

| 8. forduló 2006. szeptember 30. 16:00 |

| FC Tatabánya                                                     | 1 – 2               | Budapest Honvéd                                           |
| ---------------------------------------------------------------- | ------------------- | --------------------------------------------------------- |
| Vámosi 58' (11-esből) Jezdimirović 6′, 35′ Hajdú 56' Megyesi 90' | (0 – 1) Jegyzőkönyv | Hercegfalvi 44' Schrancz 73' Benjamin 56′, 56′ Koós 90+2' |

| Városi Stadion, Tatabánya Nézőszám: 3 000 Játékvezető: Sápi Csaba (magyar) |

| 9. forduló 2006. október 14. 18:00 |

| Budapest Honvéd                            | 2 – 0               | FC Sopron                            |
| ------------------------------------------ | ------------------- | ------------------------------------ |
| Hercegfalvi 42' László 45' Budovinszky 73′ | (2 – 0) Jegyzőkönyv | Ianc 21' Munteanu 45' Magasföldi 84' |

| Béke téri stadion, Budapest Nézőszám: 1 000 Játékvezető: Arany Tamás (magyar) |

| 10. forduló 2006. október 21. 18:00 |

| FC Fehérvár                                  | 1 – 0               | Budapest Honvéd                                   |
| -------------------------------------------- | ------------------- | ------------------------------------------------- |
| Csizmadia 83' Kocsis 44' Božić 59' Sitku 62' | (0 – 0) Jegyzőkönyv | Bartyik 19' Genito 39' Schindler 48' Csobánki 83' |

| Sóstói Stadion, Székesfehérvár Nézőszám: 2 000 Játékvezető: Solymosi Péter (magyar) |

| 11. forduló 2006. október 28. 18:00 |

| Budapest Honvéd | 0 – 1               | Pécsi MFC     |
| --------------- | ------------------- | ------------- |
|                 | (0 – 0) Jegyzőkönyv | Finta 74' 17' |

| Béke téri stadion, Budapest Nézőszám: 500 Játékvezető: Mészáros István (magyar) |

| 12. forduló 2006. november 4. 17:00 |

| MTK Budapest  | 2 – 2               | Budapest Honvéd                                   |
| ------------- | ------------------- | ------------------------------------------------- |
| Kanta 54' 74' | (0 – 1) Jegyzőkönyv | László 21' Hercegfalvi 58' Dancs 19' Benjamin 85' |

| Hidegkuti Nándor Stadion, Budapest Nézőszám: 1 500 Játékvezető: Szilasi Szabolcs (magyar) |

| 13. forduló 2006. november 13. 18:00 |

| Budapest Honvéd     | 0 – 0               | Paksi FC               |
| ------------------- | ------------------- | ---------------------- |
| Dobos 47' Dancs 64' | (0 – 0) Jegyzőkönyv | Tamási 46′ Kóczián 77' |

| Béke téri stadion, Budapest Nézőszám: 500 Játékvezető: Fábián Mihály (magyar) |

| 14. forduló 2006. november 18. 16:00 |

| Diósgyőr                                                | 2 – 1               | Budapest Honvéd                     |
| ------------------------------------------------------- | ------------------- | ----------------------------------- |
| Farkas 17' Douva 55' Mogyorósi 36' Szögedi 68' Elek 85' | (1 – 0) Jegyzőkönyv | Schindler 74' Benjamin 40′ Zana 59' |

| DVTK-stadion, Miskolc Nézőszám: 5 000 Játékvezető: Sorin Corpodean (magyar) |

| 15. forduló 2006. november 27. 18:00 |

| Budapest Honvéd | 0 – 1               | Vasas                          |
| --------------- | ------------------- | ------------------------------ |
| Pomper 85'      | (0 – 0) Jegyzőkönyv | Németh 74' Pandur 12' Nagy 47' |

| Béke téri stadion, Budapest Nézőszám: 500 Játékvezető: Török Károly (magyar) |

| 16. forduló 2006. december 2. 15:00 |

| Budapest Honvéd                                                                                       | 4 – 1               | Győri ETO                                                  |
| --- | ------------------- | ---------------------------------------------------------- |
| Diego 15' Dobos 25' (11-esből) 1' Baranyai 45' 39' Hercegfalvi 61' (11-esből) 56' Disztl 27' Zana 65' | (3 – 0) Jegyzőkönyv | Tokody 73' (11-esből) 54' Bank 38' Pákolicz 59' Granát 76' |

| Béke téri stadion, Budapest Nézőszám: 600 Játékvezető: Andó-Szabó Sándor (magyar) |

| 17. forduló 2006. december 8. 17:00 |

| Kaposvári Rákóczi                                               | 1 – 2               | Budapest Honvéd                  |
| --------------------------------------------------------------- | ------------------- | -------------------------------- |
| André Alves 45' Šuljić 6' Andruskó 29' Szakály 68' Zahorecz 76' | (1 – 1) Jegyzőkönyv | Disztl 10' 81' Koós 57' Zana 60' |

| Rákóczi Stadion, Kaposvár Nézőszám: 2 000 Játékvezető: Bede Ferenc (magyar) |

#### Tavaszi fordulók
| 18. forduló 2007. február 26. 18:00 |

| Újpest                                                    | 4 – 2               | Budapest Honvéd                                        |
| --------------------------------------------------------- | ------------------- | ------------------------------------------------------ |
| Zaleh 8' 10' Tisza 48' Kovács 70' Vermes 72' 66' Erős 15' | (1 – 0) Jegyzőkönyv | Ndjodo 69' Smiljanić 90+1' 23' Pomper 27' Benjamin 29' |

| Szusza Ferenc Stadion, Budapest Nézőszám: 3 222 Játékvezető: Iványi Zoltán (magyar) |

| 19. forduló 2007. március 3. 16:00 |

| Budapest Honvéd                                                                      | 6 – 0               | Dunakanyar-Vác       |
| ------------------------------------------------------------------------------------ | ------------------- | -------------------- |
| Szabó 39' 90' Kovács 66' (öngól) Dobos 72' Hercegfalvi 74' Bogdanović 76' Ndjodo 21' | (1 – 0) Jegyzőkönyv | Prado 13' Makrai 23' |

| Bozsik József Stadion, Budapest Nézőszám: 4 000 Játékvezető: Pánczél Krisztián (magyar) |

| 20. forduló 2007. március 10. 16:00 |

| Budapest Honvéd                             | 2 – 1               | Rákospalotai EAC                                                 |
| ------------------------------------------- | ------------------- | ---------------------------------------------------------------- |
| Dobos 57' Koós 81' Vincze 24' Smiljanić 47' | (0 – 0) Jegyzőkönyv | Torma 47' (11-esből) Török 8' Pusztai 25' Sallai 42' Kapcsos 88' |

| Bozsik József Stadion, Budapest Nézőszám: 3 500 Játékvezető: Sápi Csaba (magyar) |

| 21. forduló 2007. március 16. 19:00 |

| Budapest Honvéd                                         | 2 – 1               | Debreceni VSC                                              |
| ------------------------------------------------------- | ------------------- | ---------------------------------------------------------- |
| Hercegfalvi 54' Ndjodo 59' Smiljanić 15′, 75′ Tomić 88' | (0 – 0) Jegyzőkönyv | Sidibe 75' Bernáth 52' Vukmir 56' Sándor 84' Komlósi 90+2′ |

| Bozsik József Stadion, Budapest Nézőszám: 5 500 Játékvezető: Solymosi Péter (magyar) |

| 22. forduló 2007. április 2. 18:00 |

| Zalaegerszegi TE                                                                                         | 3 – 2               | Budapest Honvéd                                                                          |
| --- | ------------------- | ---------------------------------------------------------------------------------------- |
| Waltner 44' (11-esből) 45' (11-esből) 46' Lekic 75' Koplárovics 21′, 34′ Molnár 52' Lipčák 69' Dianu 77' | (2 – 1) Jegyzőkönyv | Ivancsics 21' 31' Genito 89' Tomić 45' Szabó 52' Benjamin 56' Hercegfalvi 77′ Pomper 82' |

| ZTE Aréna, Zalaegerszeg Nézőszám: 4 000 Játékvezető: Kassai Viktor (magyar) |

| 23. forduló 2007. április 7. 17:00 |

| Budapest Honvéd                                                 | 2 – 0               | FC Tatabánya         |
| --------------------------------------------------------------- | ------------------- | -------------------- |
| Ivancsics 53' Bogdanović 90+2' Smiljanić 26′, 88′ Mogyorósi 32' | (0 – 0) Jegyzőkönyv | Balogh 8' Rajnay 45' |

| Bozsik József Stadion, Budapest Nézőszám: 4 000 Játékvezető: Fábián Mihály (magyar) |

| 24. forduló 2007. április 14. 17:00 |

| FC Sopron                       | 1 – 1               | Budapest Honvéd                  |
| ------------------------------- | ------------------- | -------------------------------- |
| Sira 67' Dancs 29' Feczesin 85′ | (0 – 0) Jegyzőkönyv | Koós 52' Benjamin 66' László 85' |

| Káposztás utcai Stadion, Sopron Nézőszám: 3 000 Játékvezető: Szabó Zsolt (magyar) |

| 25. forduló 2007. április 21. 18:00 |

| Budapest Honvéd        | 1 – 1               | FC Fehérvár                                      |
| ---------------------- | ------------------- | ------------------------------------------------ |
| Abraham 13' Pomper 43' | (1 – 1) Jegyzőkönyv | Baranyai 31' 61' Fekete 38' Božić 45' Vieira 69' |

| Bozsik József Stadion, Budapest Nézőszám: 2 500 Játékvezető: Sápi Csaba (magyar) |

| 26. forduló 2007. április 28. 17:00 |

| Pécsi MFC                 | 1 – 1               | Budapest Honvéd           |
| ------------------------- | ------------------- | ------------------------- |
| Lukács 47' 47' Dienes 61' | (1 – 0) Jegyzőkönyv | Pomper 89' 59' Vincze 22' |

| PMFC Stadion, Pécs Nézőszám: 1 500 Játékvezető: Bognár Tamás (magyar) |

| 27. forduló 2007. május 5. 15:00 |

| Budapest Honvéd                     | 2 – 1               | MTK Budapest                           |
| ----------------------------------- | ------------------- | -------------------------------------- |
| Dobos 43' Abraham 80' Schindler 73' | (1 – 1) Jegyzőkönyv | Németh 31' 13' Szatmári 23' Pollák 72' |

| Bozsik József Stadion, Budapest Nézőszám: 1 500 Játékvezető: Vad II. István (magyar) |

- A jegyzőkönyvből nem derülnek ki a gólszerzők.

| 28. forduló 2007. május 12. 17:30 |

| Paksi FC             | 1 – 2               | Budapest Honvéd                      |
| -------------------- | ------------------- | ------------------------------------ |
| Csehi 32' Zováth 45' | (1 – 1) Jegyzőkönyv | Bogdanović 24' 64' 67' Mogyorósi 30' |

| Fehérvári úti stadion, Paks Nézőszám: 2 500 Játékvezető: Arany Tamás (magyar) |

| 29. forduló 2007. május 19. 19:00 |

| Budapest Honvéd              | 1 – 1               | Diósgyőr                         |
| ---------------------------- | ------------------- | -------------------------------- |
| Bogdanović 12' Smiljanić 71' | (1 – 0) Jegyzőkönyv | Sipeki 52' Halgas 53' Farkas 85' |

| Bozsik József Stadion, Budapest Nézőszám: 4 000 Játékvezető: Andó-Szabó Sándor (magyar) |

| 30. forduló 2007. május 25. 19:00 |

| Vasas                                                                               | 3 – 1               | Budapest Honvéd                            |
| ----------------------------------------------------------------------------------- | ------------------- | ------------------------------------------ |
| Kenesei 5' Németh 21' (11-esből) Nagy 66' 73' Unierzyski 31' Fehér 67' Odrobéna 86' | (2 – 0) Jegyzőkönyv | Bogdanović 65' Schindler 21' Debreceni 28' |

| Illovszky Rudolf Stadion, Budapest Nézőszám: 2 000 Játékvezető: Kassai Viktor (magyar) |

#### A bajnokság végeredménye
| #  | Csapat            | J  | Gy | D  | V  | Rg | Kg | Gk  | P  | Megjegyzés      |
| -- | ----------------- | -- | -- | -- | -- | -- | -- | --- | -- | --------------- |
| 1  | Debreceni VSC     | 30 | 22 | 3  | 5  | 63 | 21 | +42 | 69 | Bajnokok ligája |
| 2  | MTK Budapest      | 30 | 19 | 4  | 7  | 61 | 33 | +28 | 61 | UEFA-kupa       |
| 3  | Zalaegerszegi TE  | 30 | 17 | 4  | 9  | 54 | 38 | +16 | 55 |                 |
| 4  | Újpest            | 30 | 15 | 4  | 11 | 39 | 32 | +7  | 46 | [ 3 ]           |
| 5  | Vasas             | 30 | 13 | 6  | 11 | 43 | 41 | +2  | 45 |                 |
| 6  | FC Fehérvár       | 30 | 13 | 5  | 12 | 45 | 43 | +2  | 44 |                 |
| 7  | Kaposvári Rákóczi | 30 | 12 | 5  | 13 | 40 | 36 | +4  | 41 |                 |
| 8  | Budapest Honvéd   | 30 | 11 | 8  | 11 | 48 | 43 | +5  | 41 | UEFA-kupa       |
| 9  | Diósgyőr          | 30 | 11 | 5  | 14 | 40 | 52 | -12 | 38 |                 |
| 10 | FC Sopron         | 30 | 11 | 4  | 15 | 33 | 46 | -13 | 37 |                 |
| 11 | Paksi FC          | 30 | 10 | 7  | 13 | 34 | 38 | -4  | 37 |                 |
| 12 | FC Tatabánya      | 30 | 11 | 3  | 16 | 46 | 58 | -12 | 36 |                 |
| 13 | Győri ETO         | 30 | 9  | 8  | 13 | 37 | 43 | -6  | 35 |                 |
| 14 | Rákospalotai EAC  | 30 | 9  | 7  | 14 | 42 | 55 | -13 | 34 |                 |
| 15 | Pécsi MFC         | 30 | 7  | 12 | 11 | 31 | 41 | -10 | 33 | Kieső           |
| 16 | Dunakanyar-Vác    | 30 | 4  | 7  | 19 | 21 | 57 | -36 | 19 | Kieső           |

1. ↑  A Bajnokok Ligája selejtezőjének második körébe jut
2. ↑  Az UEFA-kupa selejtezőjének első fordulójába jut
3. ↑  az Újpest FC 3 pont levonást kapott
4. ↑  Az UEFA-kupa selejtezőjének első fordulójába jut (Magyar Kupa győztesként)

#### Eredmények összesítése
Az alábbi táblázatban összesítve szerepelnek a Budapest Honvéd FC 2006/07-es bajnokságban elért eredményei.
| Ősz/tavasz (forduló)    | Otthon | Otthon | Otthon | Otthon | Otthon | Otthon | Otthon | Idegenben | Idegenben | Idegenben | Idegenben | Idegenben | Idegenben | Idegenben |
| Ősz/tavasz (forduló)    | M      | GY     | D      | V      | LG–KG  | GK     | P      | M         | GY        | D         | V         | LG–KG     | GK        | P         |
| ----------------------- | ------ | ------ | ------ | ------ | ------ | ------ | ------ | --------- | --------- | --------- | --------- | --------- | --------- | --------- |
| Őszi szezon (1–15.)     | 8      | 2      | 3      | 3      | 10–8   | +2     | 9      | 9         | 3         | 1         | 5         | 13–17     | –4        | 10        |
| Tavaszi szezon (16–30.) | 7      | 5      | 2      | 0      | 16–5   | +11    | 17     | 6         | 1         | 2         | 3         | 9–13      | –4        | 5         |
| Összesen (1–30.)        | 15     | 7      | 5      | 3      | 26–13  | +13    | 26     | 15        | 4         | 3         | 8         | 22–30     | –8        | 15        |

#### Helyezések fordulónként
| Forduló  | 1  | 2  | 3  | 4  | 5  | 6  | 7  | 8  | 9  | 10 | 11 | 12 | 13 | 14 | 15 | 16 | 17 | 18 | 19 | 20 | 21 | 22 | 23 | 24 | 25 | 26 | 27 | 28 | 29 | 30 |
| -------- | -- | -- | -- | -- | -- | -- | -- | -- | -- | -- | -- | -- | -- | -- | -- | -- | -- | -- | -- | -- | -- | -- | -- | -- | -- | -- | -- | -- | -- | -- |
| Helyszín | I  | O  | O  | I  | I  | I  | O  | I  | O  | I  | O  | I  | O  | I  | O  | O  | I  | I  | O  | O  | O  | I  | O  | I  | O  | I  | O  | I  | O  | I  |
| Eredmény | V  | D  | D  | V  | GY | V  | V  | GY | GY | V  | V  | D  | D  | V  | V  | GY | GY | V  | GY | GY | GY | V  | GY | D  | D  | D  | GY | GY | D  | V  |
| Helyezés | 15 | 14 | 13 | 15 | 12 | 14 | 14 | 11 | 10 | 10 | 11 | 13 | 14 | 14 | 15 | 13 | 13 | 13 | 13 | 11 | 9  | 9  | 8  | 8  | 8  | 9  | 8  | 7  | 7  | 8  |

Helyszín: O = Otthon; I = Idegenben. Eredmény: GY = Győzelem; D = Döntetlen; V = Vereség.

### Magyar kupa
4. forduló
| 2006. október 25. 13:30 |

| Orosháza FC                                     | 0 – 1       | Budapest Honvéd                      |
| ----------------------------------------------- | ----------- | ------------------------------------ |
| Molnár 13' Szabó 42' Szeverényi 62' Csiszár 75' | Jegyzőkönyv | Hercegfalvi Bartyik 40' Benjamin 43' |

| Mátrai Sándor Stadion, Orosháza |

Nyolcaddöntő
| 2006. november 8. 18:00 |

| Budapest Honvéd               | 1 – 1       | Kaposvári Rákóczi             |
| ----------------------------- | ----------- | ----------------------------- |
| Hercegfalvi 28' Schindler 65' | Jegyzőkönyv | Oláh Kovácsevics 45' Grúz 54' |

| Bozsik József Stadion, Budapest |

| 2006. november 22. 17:00 |

| Kaposvári Rákóczi            | 0 – 4       | Budapest Honvéd                                                          |
| ---------------------------- | ----------- | ------------------------------------------------------------------------ |
| Kozmer 34′, 58′ Zahorecz 78′ | Jegyzőkönyv | Kovácsevics ög' Dobos Hercegfalvi 78′ Genito 45' Pomper 71' Mészáros 78' |

| Rákóczi Stadion, Kaposvár |

Negyeddöntő
| 2007. március 13. 18:00 |

| MTK Budapest                                 | 2 – 2               | Budapest Honvéd                                                        |
| -------------------------------------------- | ------------------- | ---------------------------------------------------------------------- |
| Kanta 3' Bori 44' 29' Pollák 28' Kriston 76' | (2 – 1) Jegyzőkönyv | Bogdanović 7' Ndjodo 49' Dobos 24' Genito 42' Ivancsics 78' Pomper 84' |

| Hidegkuti Nándor Stadion, Budapest Nézőszám: 1 500 Játékvezető: Andó-Szabó Sándor (magyar) |

| 2007. április 11. 18:00 |

| Budapest Honvéd                       | 2 – 1               | MTK Budapest                                     |
| ------------------------------------- | ------------------- | ------------------------------------------------ |
| Smiljanić 62' Dobos 90' 44' Szabó 82' | (0 – 1) Jegyzőkönyv | Pollák 5' Hrepka 54' Horváth 57' Czvitkovics 67' |

| Bozsik József Stadion, Budapest Nézőszám: 3 000 Játékvezető: Bede Ferenc (magyar) |

Elődöntő
| 2007. április 18. 19:00 |

| Budapest Honvéd | 0 – 0               | Vasas                                      |
| --------------- | ------------------- | ------------------------------------------ |
| Ndjodo 72'      | (0 – 0) Jegyzőkönyv | Pintér 45' Pandur 51' Balog 64' Piller 88' |

| Bozsik József Stadion, Budapest Nézőszám: 4 000 Játékvezető: Kassai Viktor (magyar) |

| 2007. április 24. 18:00 |

| Vasas                                    | 1 – 2               | Budapest Honvéd                                                |
| ---------------------------------------- | ------------------- | -------------------------------------------------------------- |
| Németh 45' Pandur 20' Tóth 31' Fehér 71' | (1 – 2) Jegyzőkönyv | Bogdanović 18' Ivancsics 25' Dobos 10' Szabó 70' Mogyorósi 78' |

| Illovszky Rudolf Stadion, Budapest Nézőszám: 4 000 Játékvezető: Solymosi Péter (magyar) |

Döntő
| 2007. május 9. |

| Debreceni VSC                                                                 | 3 – 5 (h. u.)                   | Budapest Honvéd                                                      |
| ----------------------------------------------------------------------------- | ------------------------------- | -------------------------------------------------------------------- |
| Zsolnai 69' Sidibe 97' (11-esből) 120' Vukmir 35' Bíró 76′, 113′ Komlósi 112' | (0 – 1, 1 – 1, 2 – 2) Részletek | Ivancsics 28' Szabó 103' (11-esből) 30' Benjamin 21' Pomper 63′, 97′ |

| Szusza Ferenc Stadion, Budapest Nézőszám: 6 880 Játékvezető: Bede Ferenc (magyar) |

- Tizenegyesekkel alakult ki a végeredmény.